# La Maison biscornue (roman)
Ne doit pas être confondu avec La Maison biscornue (nouvelle).
La Maison biscornue (titre original : Crooked House) est un roman policier d'Agatha Christie publié en mars 1949 aux États-Unis. En France, il est publié en 1951.
Il fut considéré par Agatha Christie elle-même comme une de ses deux œuvres préférées, avec Témoin indésirable (Ordeal by Innocence). 

## Résumé
L'intrigue se déroule dans la ville et les environs de Londres à l'automne 1947. Les trois générations de la famille Leonides, des Anglais d'origine grecque, vivent ensemble dans une grande demeure biscornue, sous le patriarcat d'Aristide. Millionnaire âgé ayant émigré de Smyrne vers l'Angleterre des années auparavant, il vit désormais retiré avec sa seconde femme Brenda, d'une cinquantaine d'années sa cadette.
Après que le vieil homme a été retrouvé sans vie, empoisonné à l'aide de son médicament (l'Esérine) contre le glaucome, sa petite-fille Sophia fait part à son fiancé Charles Hayward de sa décision de ne pas consentir à l'épouser tant que le meurtrier n'aura pas été appréhendé. Désespéré de ne pouvoir obtenir sa main, il commence sa propre enquête.

## Personnages
- Aristide Leonides : l'homme qui a été assassiné
- Charles Hayward : fiancé de Sophia Leonides, narrateur
- Sophia Leonides : fille de Magda et Philip Leonides, petite-fille d'Aristide
- Brenda Leonides : jeune veuve d'Aristide Leonides
- Philip Leonides : fils d'Aristide Leonides, mari de Magda et frère de Roger
- Magda West : femme de Philip une actrice de théâtre flamboyante
- Roger Leonides : fils d'Aristide Leonides, mari de Clemence et frère de Philip
- Clemence Leonides : épouse de Roger, une scientifique
- Edith de Haviland : la vieille tante célibataire de Sophia, sœur de la première femme d'Aristide Leonides, Marcia de Haviland
- Laurence Brown, précepteur de Josephine et d'Eustache, amant de Brenda
- Josephine Leonides : la fille de Magda âgée de 12 ans
- Eustache Leonides : le fils de Magda; frère de Sophia et Josephine
- Janet Rowe : nourrice des enfants Leonides
- Taverner : inspecteur en chef de Scotland Yard
- Sir Arthur Hayward : commissaire adjoint de Scotland Yard, père de Charles Hayward

## Commentaires
Le titre fait référence à une berceuse bien connue des nourrices anglaises, There Was a Crooked Man (en), un thème récurrent dans l'œuvre d'Agatha Christie.

## Éditions
- (en) Crooked House, New York, Dodd, Mead and Company, mars 1949, 211 p.
- (en) Crooked House, Londres, Collins Crime Club, 23 mai 1949, 192 p.
- La Maison biscornue  (trad. Michel Le Houbie), Paris, Librairie des Champs-Élysées, coll. « Le Masque » (no 394), 1951, 255 p. (BNF 31945423)
- La Maison biscornue, dans : L'Intégrale : Agatha Christie  (trad. de l'anglais par Janine Lévy, préf. Jacques Baudou), t. 8 : Les années 1945-1949, Paris, Librairie des Champs-Élysées, coll. « Les Intégrales du Masque », 1995, 1342 p. (ISBN 2-7024-2241-1, BNF 35748001)

## Adaptations
- 2008 : Crooked House, feuilleton radiophonique en quatre parties pour BBC Radio 4.
- 2017 : La Maison biscornue (Crooked House)  de Gilles Paquet-Brenner avec notamment Max Irons et Glenn Close.